# Jaume Ribera
Jaume Ribera (Sabadell, 1953) es un escritor y guionista de historietas españolas, conocido por su trabajo en el seno de la Escuela Bruguera y por ser el coautor de la serie de novelas juveniles sobre el detective adolescente Flanagan, junto a Andreu Martín. 

## Biografía
Recién comenzados los estudios de Periodismo, con solo 18 años, empezó a trabajar para los tebeos de la Editorial Bruguera, llegando a hacer guiones de "prácticamente todos los personajes de la casa". Puede citarse su trabajo en Cucaracho, Maff y Osso y Pepe Trola con Jiaser, Camelio Majareto, El doctor Cataplasma, Deliranta Rococo y El profesor Tragacanto con Gustavo Martz-Schmidt, Constancio Plurilópez, Jorge y Rosita y Tete Gutapercha con Tran, Angustio Vidal con Rojas, 1X2 el extraterrestre con Daniel Traver Griñó, Eustaquio Trompeta, Plácido Domingo, Yolanda, Maratón, Felipe el Gafe, Federico Desastre, etc. También llegó a firmar guiones de Mortadelo y Filemón, cuando fueron realizados por el Bruguera Equip y sin su creador, Francisco Ibáñez. 
En este período también realizó multitud de guiones policíacos y otros cómics para el mercado exterior, ya sea a través de Selecciones Ilustradas (Wheeler, Skate Bob) u Ortega.
Escribiendo guiones de cómic para la Editorial Bruguera conoció a Andreu Martín, con quien crearía el personaje de Flanagan. De la prolífica colaboración entre los dos autores han salido los trece libros protagonizados por el personaje, y más novelas con otros protagonistas de las que destaca el detective Àngel Esquius.
En los años 90, escribió también los guiones de las parodias Si fuera...  y Phillip Marlobatón dibujadas por Pikágoras (seudónimo de Juan López Fernández) para las revistas ¡¡Al Ataque!! (1993) y El Chou (1994) de Ediciones B.

## Premios literarios
- 1994 Premi Columna Jove por Flanagan de luxe
- 1997 Premi Crítica Serra d'Or de Literatura i Assaig por Flanagan Blues Band